# تشارلز تاكستون
تشارلز تاكستون (بالإنكليزية:Charles Thaxton) هو مناصر للتصميم الذكي منتمي إلى مركز العلم والثقافة التابع لمعهد دسكفري وهو حاصل على شهادة الدكتوراه في الكيمياء الفيزيائية من جامعة ولاية أيوا. ذهب إلى استكمال برامج ما بعد الدكتوراه في تاريخ العلوم في جامعة هارفارد والمختبرات البيولوجيا الجزيئية من جامعة برانديز.